# Klaus Lienemann

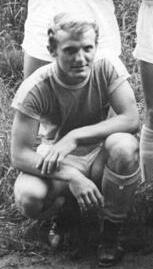
Klaus Lienemann, 1971

Klaus Lienemann (* 26. Dezember 1947; † 7. Juni 2021) war ein deutscher Fußballspieler. Von 1971 bis 1976 spielte er für den FC Karl-Marx-Stadt in der höchsten Spielklasse im DDR-Fußball, der DDR-Oberliga.

## Sportliche Laufbahn
Nachdem der FC Karl-Marx-Stadt im Sommer 1970 aus der Oberliga abgestiegen war, nahm er für die Ligasaison 1970/71 den 22-jährigen Abwehrspieler Klaus Lienemann, der dem FCK sowie dessen Vorgängern seit 1958 angehörte, in den Spielerkader auf. Dieser kam bereits im zweiten Punktspiel zum Einsatz, als der etatmäßige Innenverteidiger Werner Dost ausgefallen war. Nach einer längeren Pause spielte Lienemann vom 11. Spieltag fast regelmäßig und kam am Saisonende auf insgesamt 18 Einsätze und einem Tor bei 30 Punktspielen. Der FCK stieg nach einem Jahr wieder in die Oberliga auf. Der 1,76 Meter große Lienemann begann die Saison 1971/72 in den ersten sechs Oberligaspielen wieder als Verteidiger. Im November 1971 musste er einen anderthalbjährigen Wehrdienst in der Nationalen Volksarmee antreten. In dieser Zeit spielte er bei der unterklassigen Armeesportgemeinschaft (ASG) Vorwärts im sächsischen Zeithain weiter Fußball. Nach seiner Entlassung kehrte er zum FC Karl-Marx-Stadt zurück und wurde noch am letzten Oberligaspieltag der Saison 1972/73 als Einwechselspieler bei der 1:2-Niederlage gegen Dynamo Dresden aufgeboten. 1973/74 versuchte es Trainer Gerhard Hofmann mit Lienemann als Mittelfeldspieler. Nach sechs Spieltagen nahm er Lienemann aus der Stammelf, sodass dieser in dieser Spielzeit nur auf zehn Oberligaeinsätze kam.
Auch in den folgenden beiden Spielzeiten war Lienemann lediglich Ersatzspieler: 1974/75 wurde er sechsmal aufgeboten und in seiner letzten Erstligaspielzeit 1975/76 siebenmal. Die 2. Mannschaft des FCK spielte 1975/76 in der zweitklassigen DDR-Liga, und dort wurde Lienemann in elf von zweiundzwanzig Punktspielen eingesetzt. Zur Saison 1976/77 wurden alle zweiten Mannschaften der Oberligavertretungen in die Nachwuchsoberliga überführt, dritte Mannschaften wie jene des FC CZ Jena in Gera in zweite Mannschaften umgewidmet oder wie im Bezirk Karl-Marx-Stadt bei Sachsenring Zwickau und Wismut Aue als Reserveteams in die drittklassigen Bezirksliga eingegliedert.
Der FCK überwies sein zweites Team an die BSG Motor Fritz Heckert Karl-Marx-Stadt, die den Platz in der Bezirksliga einnahm. Davon war auch Lienemann betroffen, der nun zwei Jahre lang Drittligafußball spielte. Nach zwei Spielzeiten gelang der BSG Motor der Aufstieg in die DDR-Liga. Zum Aufgebot gehörte weiterhin Klaus Lienemann, der sowohl 1978/79 als auch 1979/80 mit 43 Einsätzen bei den insgesamt 44 Punktspielen zum Stammpersonal gehörte. 1979/80 schoss er zwei Tore, nachdem er zuvor in sechs Spielzeiten im höherklassigen Fußball nicht als Torschütze aufgetreten war. Nach sechs weiteren Punktspieleinsätzen 1980/81 beendete er am Saisonende 33-jährig seine leistungssportliche Laufbahn. Er konnte auf 30 Oberliga- und 89-DDR-Liga-Spiele zurückblicken.

## Trivia
Sein Bruder Manfred war beim Karl-Marx-Städter Club ebenfalls Erstligaspieler und später auch Trainer der 1. Mannschaft in der Oberliga.